# Anchusa italica
Anchusa italica är en strävbladig växtart som beskrevs av Anders Jahan Retzius. Anchusa italica ingår i släktet oxtungor, och familjen strävbladiga växter. Inga underarter finns listade i Catalogue of Life.

## Bildgalleri

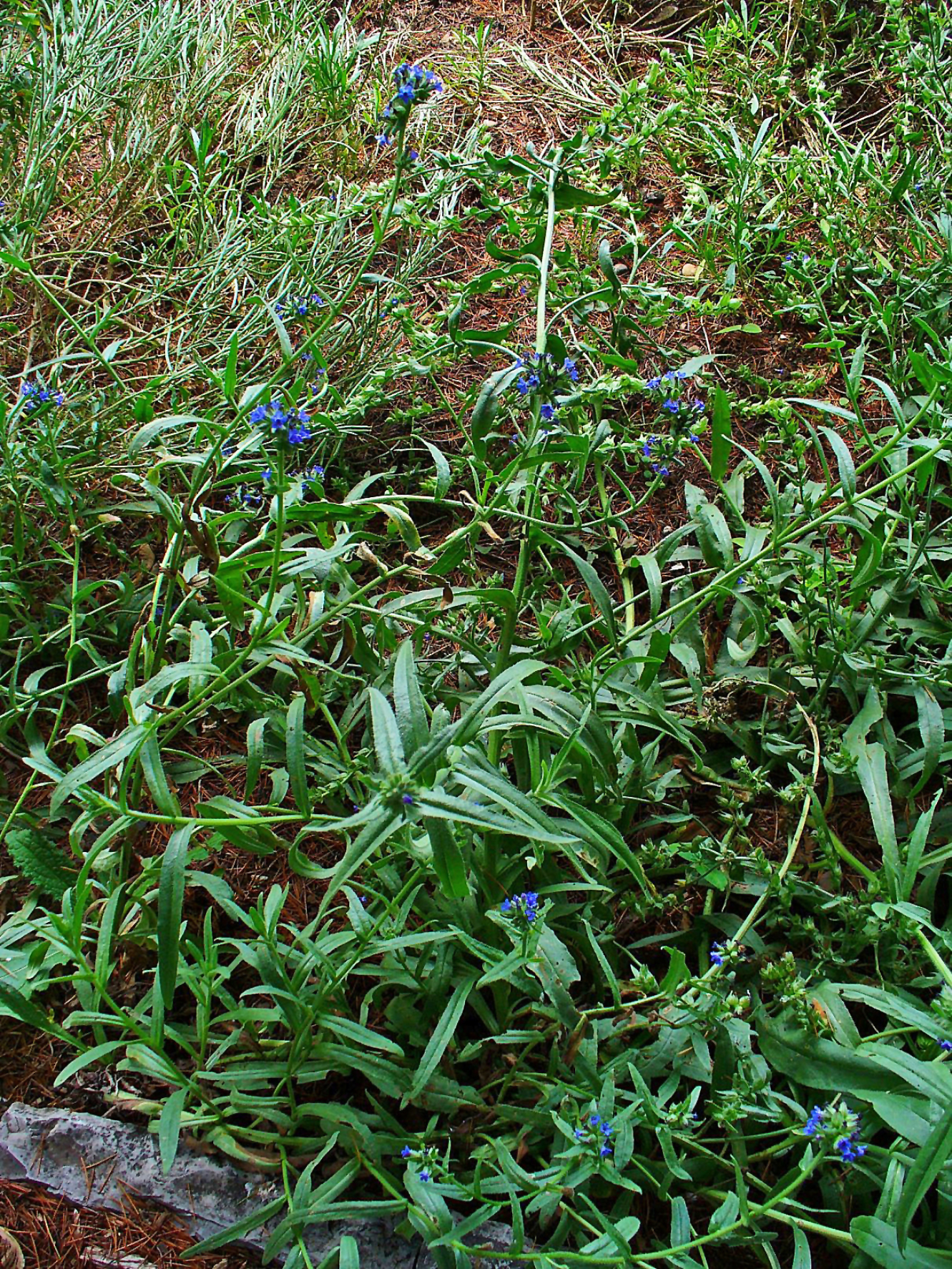
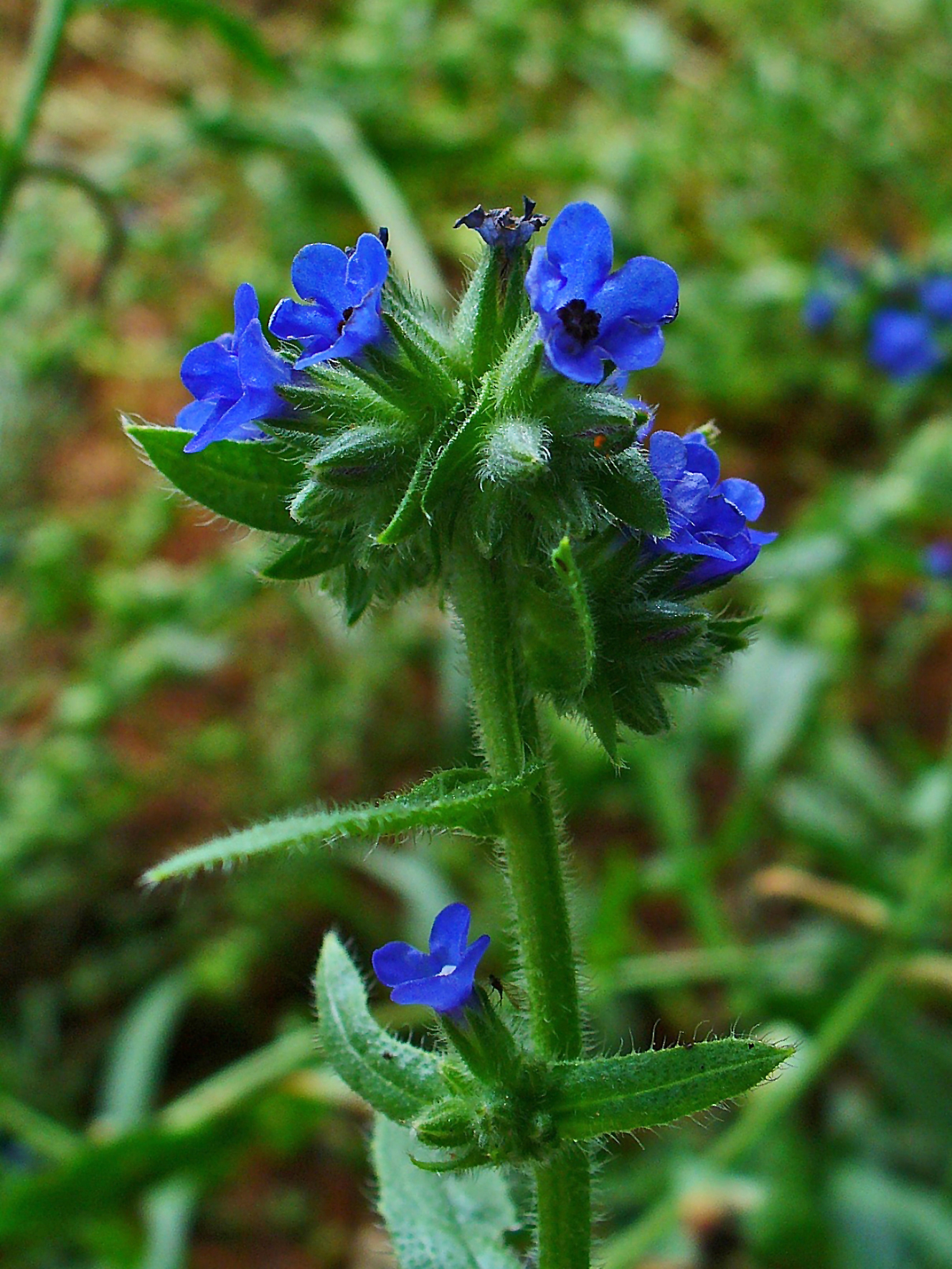
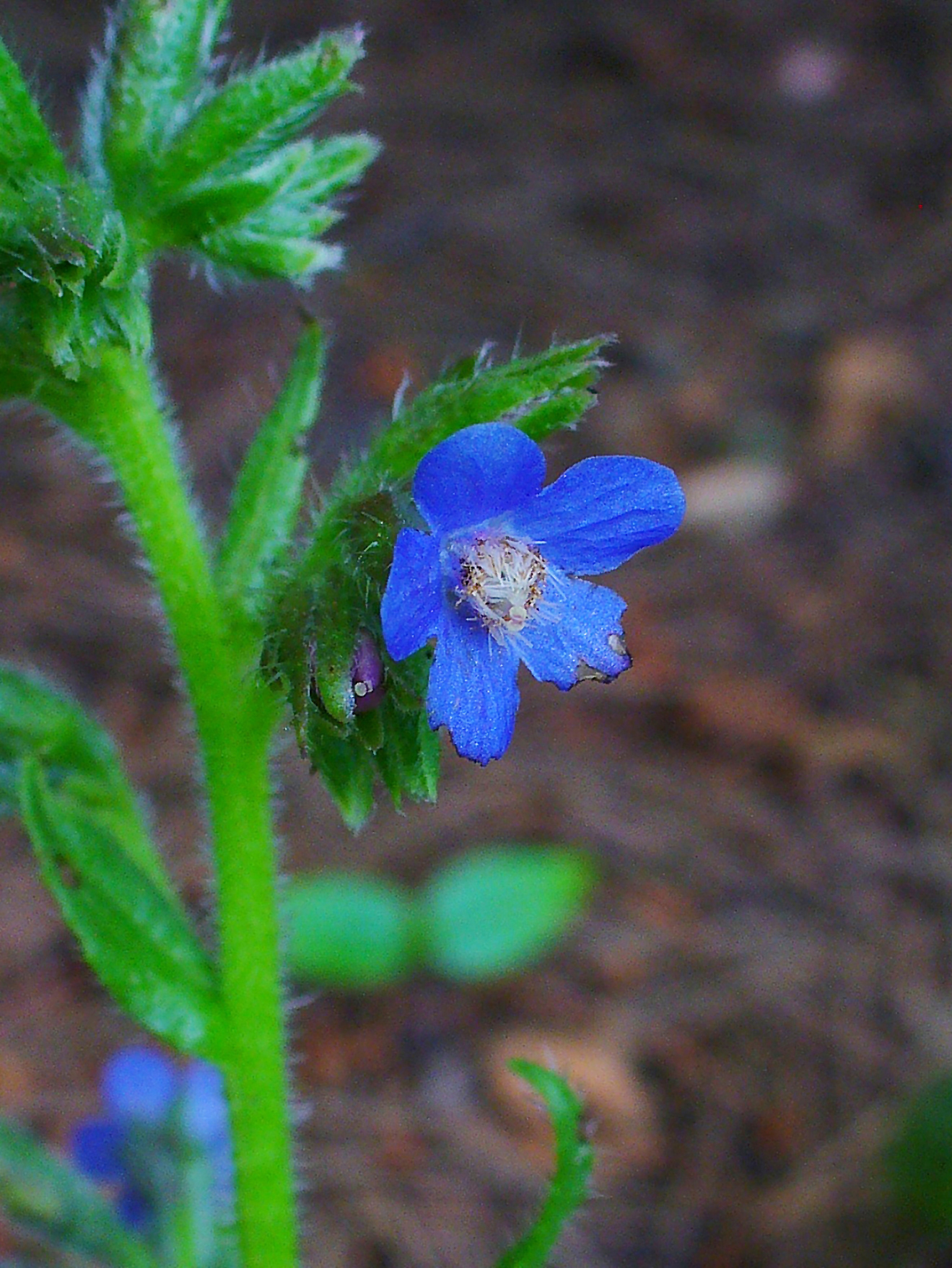
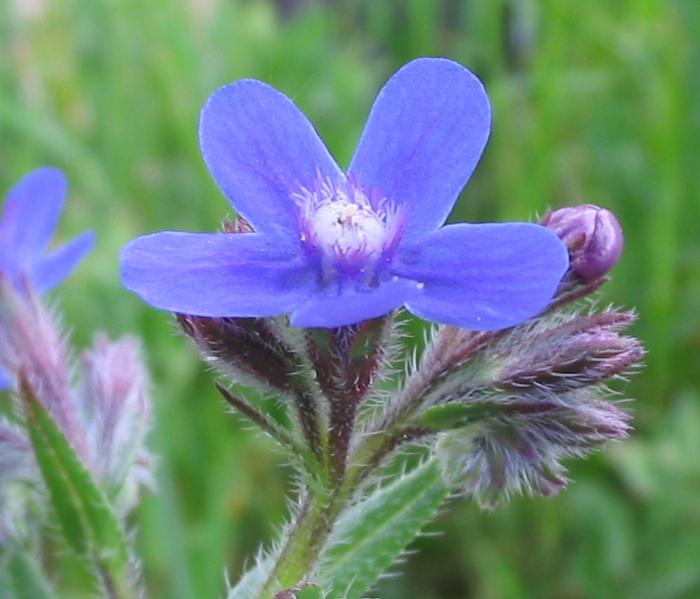
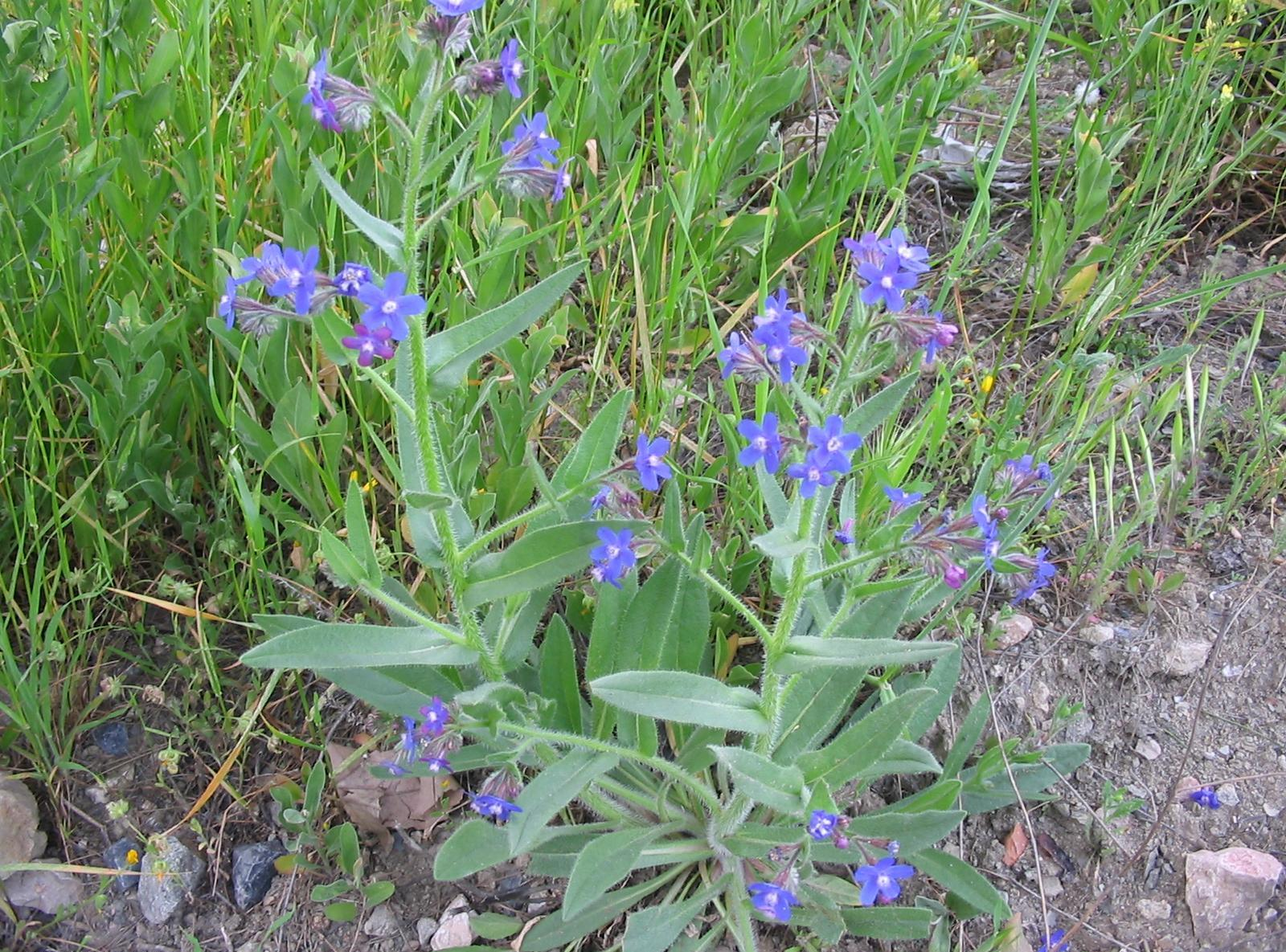
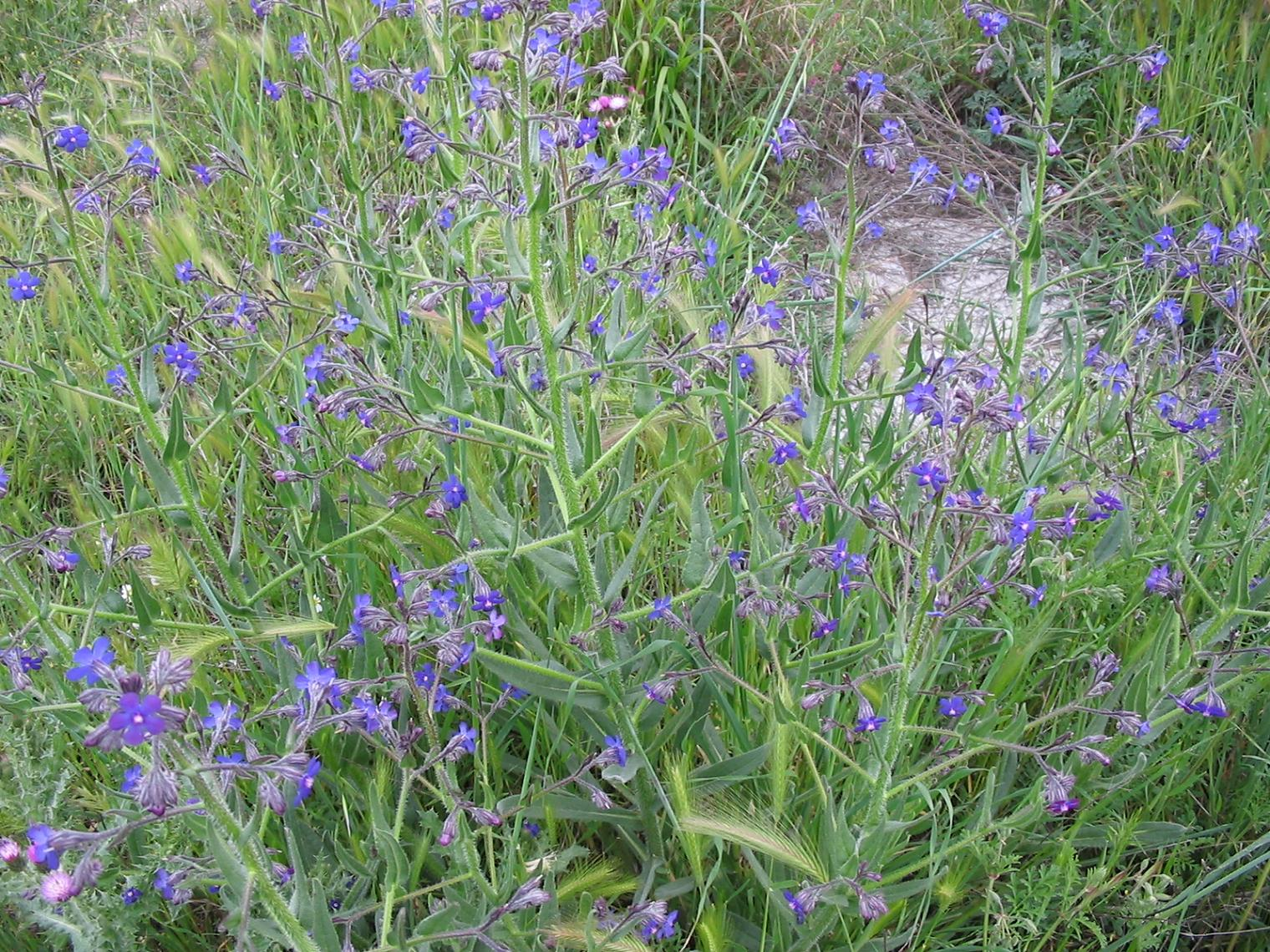